# Antoon Hoevers
Antoon Hoevers (16 de agosto de 1913 - 9 de junio de 1978) fue un esgrimista holandés, con un recorrido corto pero recordado. Compitió en el evento de sable por equipos en los Juegos Olímpicos de Verano de 1948, no teniendo un resultado con medalla.